# Peròls
Peròls de Vesera (en francès Pérols-sur-Vézère) és un municipi francès del departament de la Corresa, a la regió de la Nova Aquitània.

## Demografia
| 1962                                       | 1968 | 1975 | 1982 | 1990 | 1999 | 2007 |
| ------------------------------------------ | ---- | ---- | ---- | ---- | ---- | ---- |
| 287                                        | 373  | 297  | 229  | 214  | 182  | 184  |
| Des de 1962: població sense dobles comptes |      |      |      |      |      |      |

## Administració
| Període   | Identitat       | Partit |
| --------- | --------------- | ------ |
| 2001-2008 | Pierre Bataille |        |
| 2008-     | Alain Fonfrede  |        |